# NHK総合テレビ土曜昼前の情報番組枠
NHK総合テレビ土曜昼前の情報番組枠（エヌエイチケイそうごう-どようひるまえのじょうほうばんぐみわく）は、NHK総合テレビにて、土曜昼前（10・11時台）に放送されていた情報番組の一覧。

## 主な番組
- NHK土曜プラザ（1996年4月 - 1998年3月）
- 土曜元気市（1997年4月 - 1999年3月）
- 土曜ほっとワイド（1999年4月 - 2000年3月）
- 土曜オアシス（2000年4月 - 2003年3月）
- NHKネットワーク54（第2期・2006年4月 - 2008年3月）
- 土ようマルシェ（2011年4月 - 2012年3月）